# Jean-Marie Albagnac
Jean-Marie Albagnac, né le 7 mars 1931 à Saint-Étienne et mort le 2 juin 2021 dans la même ville, est un graveur, artiste-peintre et photographe français, époux de Maria Albagnac-Vives, artiste photographe, qui vit à Lyon.

## Biographie
Ancien publicitaire de 1946 à 1954, élève de l'École supérieure art et design de Saint-Étienne de 1948 à 1953, il obtient le Prix Abd-el-Tif en 1956, et séjourne deux années en Algérie (voir INA la Villa Abd El Tif, 1958, film muet avec Albagnac), il est le plus jeune des derniers survivants lauréats de la Villa Ab del Tif.
Boursier du gouvernement néerlandais en 1961, puis professeur de dessin et directeur de l'École des Beaux-Arts de Moulins, et professeur ensuite de gravure à l'École nationale des beaux-arts de Lyon, il participe à de nombreuses expositions de groupe à  Alger, Bône et Oran, Paris, et à titre particulier à Tokyo, New York, Luxembourg, etc.

## Œuvres
Elles se trouvent à la Bibliothèque nationale de France, cabinet des Estampes, Bibliothèque de Mulhouse, Centre National des Arts Plastiques, Préfecture de Paris, musées d'Alger, Saint-Étienne, Winterthour (CH), Lyon, Poitiers, Dijon et Besançon.

## Sources
1. ↑  « matchID - Moteur de recherche des décès », sur deces.matchid.io (consulté le 12 février 2024)

- A.N. F21/6950, Elizabeth Cazenave, La Villa ABD EL TIF un demi-siècle de vie artistique en Algérie 1907-1962, Association Abd el tif, 1998, Prix Algérianiste, 1999  (ISBN 2-95098611-0)